# Famille Tersmeden
La famille Tersmeden est une famille de la noblesse suédoise originaire de Stade qui tient sa notoriété du XVe siècle.

## Histoire

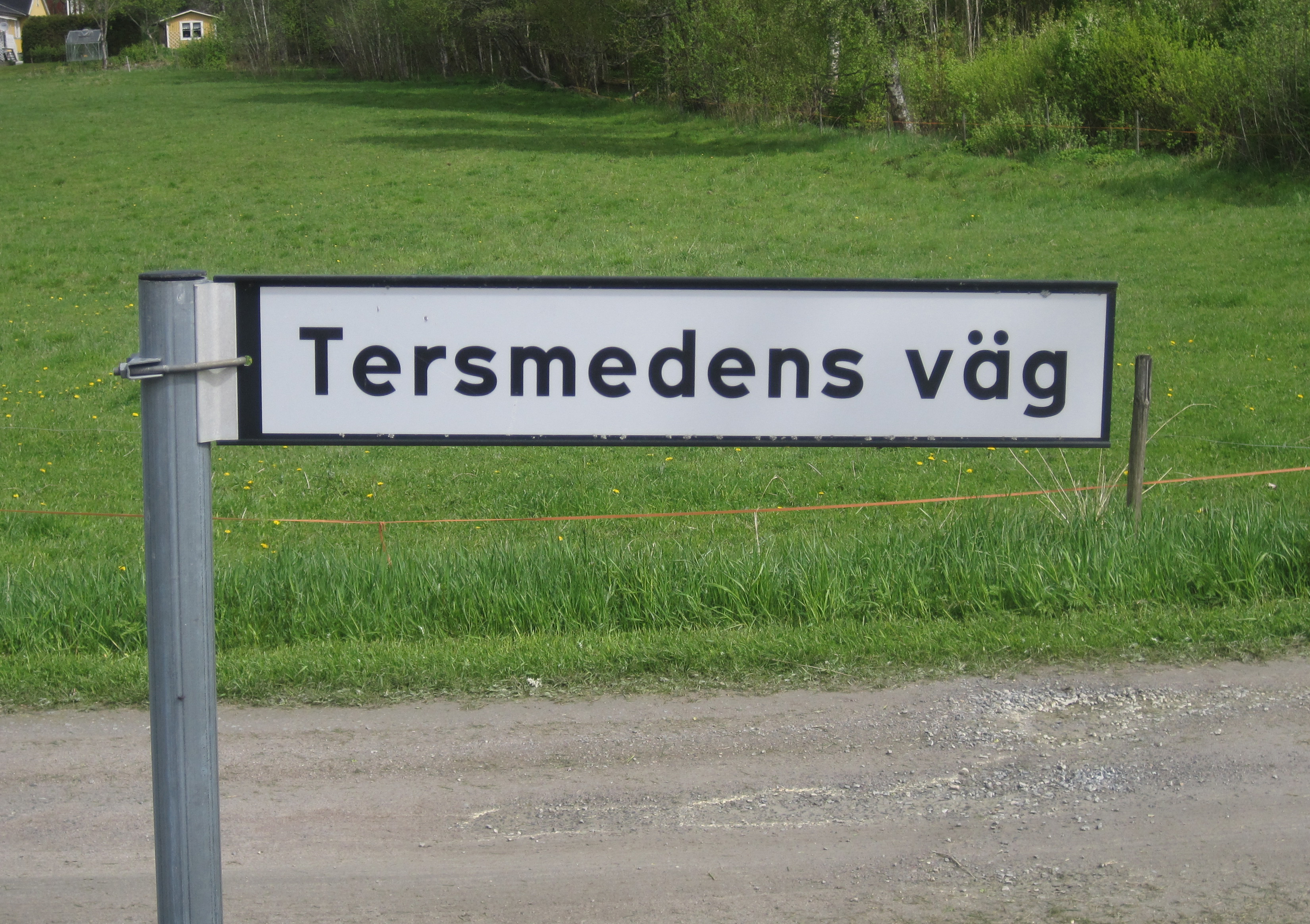
Tersmedens väg à Larsbo en Suède

Elle prend son essor à partir du XVe siècle grâce à Thomas tor Smede, fondateur de l'une des sociétés commerciales les plus importantes du nord de l'Allemagne,. La famille est élevée au rang de noblesse dans le Royaume de Suède en 1751 et est introduite à la Maison de la noblesse en 1752. La famille Tersmeden se compose de plusieurs branches de différents rangs nobles.
Au XIXe siècle, la famille possède plusieurs forges, où elle fait fortune. Sa richesse diminue au cours du XXe siècle après la liquidation de leurs intérêts commerciaux dans les forges.

## Personnalités
- Ann-Margret Holmgren (née Tersmeden ; 1850–1940)
- Augusta de Eulenburg et Hertefeld (1853–1943)
- Botho Sigwart zu Eulenburg (en) (1884–1915)
- Carl Adam Lewenhaupt (en) (1947–2017)
- Carl Tersmeden (en) (1715–1797)
- Carl Reinhold Tersmeden (en) (1789–1855)
- Friedrich Wend zu Eulenburg (en) (1881–1963)
- Jacob Tersmeden (en) (1712–1767)[3]
- Joseph Wenzel de Liechtenstein (né en 1995)
- Libertas Schulze-Boysen (1913–1942)
- Rosita Spencer-Churchill de Marlborough (née en 1943)
- Sophie de Wittelsbach (née en 1967)

## Alliances
- Hedvig Wegelin (en) (1766–1842), épouse Jacob Niclas Tersmeden (1745–1822)[5]
- Viktor von Düben (en) (1818–1867), épouse Lotten Tersmeden (1826–1892)
- Uno von Troil (1746–1803) épouse Magdalena Tersmeden (1753–1794)[6]